# Smith Island
Smith Island é uma Região censo-designada localizada no estado americano de Maryland, no Condado de Somerset.

## Demografia
Segundo o censo americano de 2000, a sua população era de 364 habitantes.

## Geografia
De acordo com o United States Census Bureau tem uma área de
23,7 km², dos quais 11,5 km² cobertos por terra e 12,2 km² cobertos por água.

## Localidades na vizinhança
O diagrama seguinte representa as localidades num raio de 24 km ao redor de Smith Island.